# 1333
Évszázadok: 13. század – 14. század – 15. század
Évtizedek: 1280-as évek – 1290-es évek – 1300-as évek – 1310-es évek – 1320-as évek – 1330-as évek – 1340-es évek – 1350-es évek – 1360-as évek – 1370-es évek – 1380-as évek
Évek: 1328 – 1329 – 1330 – 1331 –  1332 – 1333 – 1334 – 1335 – 1336 – 1337 – 1338

## Események
- július 19. – A halidon hill-i csata, a skót függetlenségi háború utolsó csatája.
- szeptember 28. – Károly Róbert magyar király Nápolyba utazik, hogy eljegyezze fiát, Andrást Johannával. Egyúttal egyezményt köt András trónörökléséről.
- Cornwall függetlenné válik Angliától.

## Születések
- Timur Lenk mongol fejedelem († 1405)

## Halálozások
- március 2. – I. Ulászló lengyel király (* 1261)
- december 8. k. – Péter boszniai püspök (* ?)